# Kerpini
Kerpini (grec Κερπινή) és una petita vila de muntanya al nord del municipi de Kalàvrita a Acaia, Grècia. El 2011 tenia una població de 173 habitants.

## Personatges
Kerpini fou el lloc d'origin de la família Zaimis que va donar diversos líders revolucionaris i polítics:
- Andreas Zaimis (1791–1840), combatent a la guerra d'Independencia grega
- Thrasívulos Zaïmis (1822–1880), que fou primer ministre de Grècia
- Alexandros Zaimis (1855–1936), que fou primer ministre de Grècia], Alt Comissionat de Creta i president de Grècia
- Theodoros Zaimis, metge

## Població
| Any  | Població |
| ---- | -------- |
| 1981 | 287      |
| 1991 | 235      |
| 2001 | 207      |
| 2011 | 173      |